# Be Not Nobody
Albums de Vanessa Carlton
Harmonium
(2004)
Singles
1. A Thousand Miles
Sortie : 12 février 2002
2. Ordinary Day
Sortie : 14 avril 2002
3. Pretty Baby
Sortie : 11 février 2003

Be Not Nobody est le premier album studio de Vanessa Carlton, sorti le 30 avril 2002.
L'album s'est classé 5ème au Billboard 200 et a été certifié disque de platine par la Recording Industry Association of America (RIAA) le 7 octobre 2002.

## Liste des titres
Toutes les chansons sont écrites et composées par Vanessa Carlton, sauf mention contraire.
| 1.    | Ordinary Day     |                             | 3:58 |
| 2.    | Unsung           |                             | 4:20 |
| 3.    | A Thousand Miles |                             | 3:57 |
| 4.    | Pretty Baby      |                             | 3:55 |
| 5.    | Rinse            |                             | 4:31 |
| 6.    | Sway             |                             | 3:57 |
| 7.    | Paradise         |                             | 4:50 |
| 8.    | Prince           |                             | 4:09 |
| 9.    | Paint It Black   | Mick Jagger, Keith Richards | 3:30 |
| 10.   | Wanted           |                             | 3:55 |
| 11.   | Twilight         |                             | 4:49 |
| 45:51 |                  |                             |      |